# Gil Avérous
Pour les articles homonymes, voir Averous.
Gil Avérous, né le 12 juillet 1973 à Issoudun (Indre), est un homme politique français, ministre des Sports, de la Jeunesse et de la Vie associative dans le gouvernement Barnier à partir du 21 septembre 2024. Il est remplacé le 23 décembre 2024 par Marie Barsacq dans le gouvernement Bayrou.
Depuis 2014, il est maire de Châteauroux et président de Châteauroux Métropole. Il est également vice-président du conseil départemental de l'Indre depuis 2021 et président de l'association Villes de France depuis 2022. 
Après le RPR, le Parti radical et l'UMP, il a adhéré aux Républicains, qu'il a quittés en 2023.

## Biographie

### Famille
Né le 12 juillet 1973 à Issoudun, Gil Avérous est le cadet d'une fratrie de sept enfants. Il effectue sa scolarité aux Bordes puis à Issoudun.

### Parcours professionnel
Après une maîtrise en management des collectivités territoriales obtenue en 1996, Gil Avérous travaille au syndicat intercommunal d'aménagement et de développement économique Champagne Berrichonne et au Sictom à Issoudun. Il devient ensuite directeur général des services à la communauté de communes de Valençay puis à la mairie de Saint-Maur en 2001.
En 2008, il devient directeur de cabinet du maire de Châteauroux, Jean-François Mayet,.

### Parcours politique local
Gil Avérous adhère au RPR en 1991, à l’âge de 18 ans, ainsi qu’au Parti radical, inspiré par Jacques Chirac et Jean-Louis Borloo. 
En 1995, il devient conseiller municipal puis adjoint au maire des Bordes.
Il est élu maire de Fontguenand lors des élections municipales de 2008, devenant le plus jeune maire de l'Indre.
En 2014, il mène la liste UMP pour les élections municipales de Châteauroux et arrive en tête à l'issue des deux tours avec, au second tour, 48,97 % des voix en faveur de sa liste. Il est officiellement élu maire lors du conseil municipal du 5 avril 2014.
En 2018, le président des Républicains Laurent Wauquiez nomme Gil Avérous président du comité des maires du parti. Il démissionne de ses fonctions en 2022.
Il est réélu maire de Châteauroux dès le premier tour des élections municipales de 2020 avec 70,06 % des voix.
En 2021, il est élu conseiller départemental de l'Indre avec 74,26 % des voix au second tour face à un binôme écologiste. Il est ensuite élu vice-président du conseil départemental chargé du patrimoine et de l'aménagement numérique du territoire.
En 2022, il est élu à la tête de l'association Villes de France, soutenu par la présidente sortante Caroline Cayeux, alors nommée ministre déléguée chargée des collectivités territoriales, et réélu en 2023.
Il annonce le 21 décembre 2023 quitter Les Républicains dans une lettre envoyée au président Éric Ciotti, se présentant en désaccord avec la direction du parti, notamment sur l'absence d'appel à voter pour le président sortant Emmanuel Macron au second tour face à Marine Le Pen lors des élections présidentielles de 2022, ou encore sur l'adoption par les députés du parti de la motion de rejet sur la loi immigration du gouvernement Borne,. Il n'a pour autant rejoint aucun autre parti politique.

### Ministre des sports
Le 21 septembre 2024, à l'âge de 51 ans, Gil Avérous est nommé ministre des Sports, de la Jeunesse et de la Vie associative, tout en gardant ses mandats de maire, président de Châteauroux Métropole et vice-président du département.

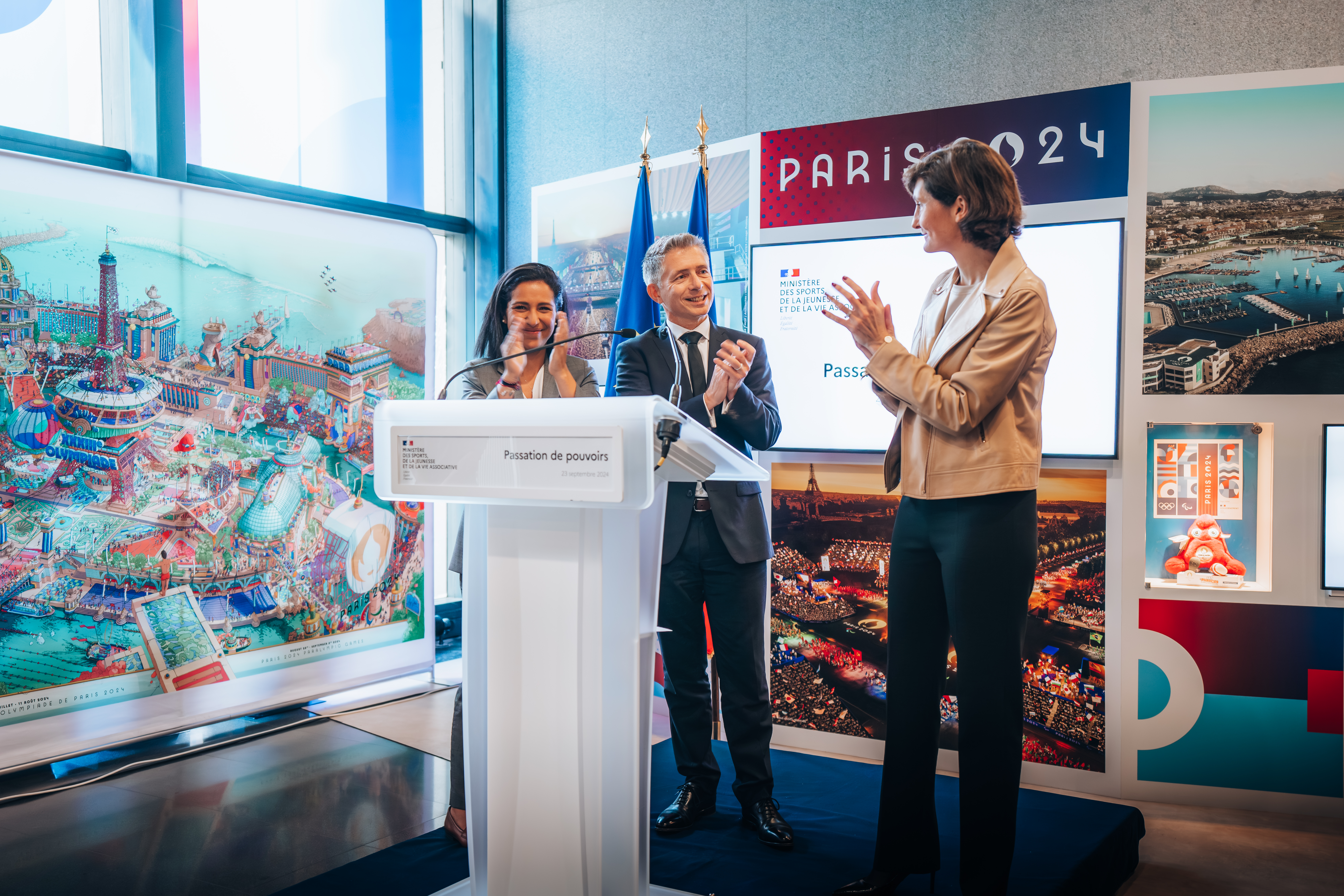
Cérémonie de passation de pouvoirs entre Amélie Oudéa-Castéra, Sarah El Haïry et Gil Avérous, nouveau Ministre des Sports, de la Jeunesse et de la Vie associative.

Il est notamment chargé de la gestion de l’héritage des Jeux olympiques d'été de 2024 (pour lesquels, en 2022, il avait obtenu que Châteauroux accueille les épreuves de tir initialement prévues à La Courneuve) et de la préparation des Jeux olympiques d'hiver de 2030,. 

## Vie privée
En couple depuis 2003 avec Philippe, avec qui il est maintenant marié.

## Prises de position
Gil Avérous s'est positionné contre le mariage pour tous mais ne le remet plus en question. Il est aussi contre la GPA et n'accepte la PMA que pour raisons médicales, c'est pourquoi il s'est opposé à la loi l'étendant aux femmes sans partenaire de vie masculin, seules ou en couple homosexuel.
En 2019, Gil Avérous se prononce pour la légalisation du cannabis.
En septembre 2021, Gil Avérous dénonce la façon d'agir de l'État en matière de déplacements migratoires, indiquant ne pas avoir été prévenu suffisamment en avance d'arrivées de migrants afghans dans sa commune.

## Détail des fonctions et des mandats

### Mandats locaux
- 1995-2001 : conseiller municipal des Bordes
- 2008-2014 : maire de Fontguenand
- Depuis 2014 : maire de Châteauroux
- Depuis 2021 : conseiller départemental de l'Indre

### Fonction ministérielle
- De septembre à décembre 2024 : ministre des Sports, de la Jeunesse et de la Vie associative.

## Synthèse des résultats électoraux

### Élections départementales
| Année | Parti | Parti | Canton        | Colistier        | 1er tour | 1er tour | 1er tour | 2d tour | 2d tour | 2d tour |
| Année | Parti | Parti | Canton        | Colistier        | Voix     | %        | Rang     | Voix    | %       | Issu    |
| ----- | ----- | ----- | ------------- | ---------------- | -------- | -------- | -------- | ------- | ------- | ------- |
| 2021  |       | LR    | Châteauroux-3 | Chantal Manjoint | 2 232    | 64,12    | 1er      | 2 724   | 74,26   | Élu     |

### Élections municipales
Les résultats ci-dessous concernent uniquement les élections où il est tête de liste.
| Année | Parti | Parti   | Commune     | 1er tour | 1er tour | 1er tour | 2d tour | 2d tour | 2d tour | Sièges obtenus | Sièges obtenus |
| Année | Parti | Parti   | Commune     | Voix     | %        | Rang     | Voix    | %       | Rang    | CM             | CC             |
| ----- | ----- | ------- | ----------- | -------- | -------- | -------- | ------- | ------- | ------- | -------------- | -------------- |
| 2008  |       | UMP     | Fontguenand | 125      | 99,21    | 2d       | NC      | NC      | NC      | Élu            | NC             |
| 2014  |       | UMP-UDI | Châteauroux | 5989     | 33,91    | 1er      | 8636    | 48,97   | 1er     | 33 / 43        | 20 / 25        |
| 2020  |       | LR      | Châteauroux | 7995     | 70,06    | 1er      | NC      | NC      | NC      | 39 / 43        | 25 / 26        |

## Distinctions
Le 31 décembre 2020, Gil Avérous est nommé au grade de chevalier dans l'ordre national de la Légion d'honneur au titre de « maire de Châteauroux (Indre), président d’une communauté d’agglomération, président d’une association d’élus ; 25 ans de services ». Le 12 octobre 2021, il est fait chevalier de l'ordre par Nicolas Sarkozy.
En 2021, il reçoit une Marianne d'Or pour la réhabilitation de la friche industrielle Balsan.

## Pour approfondir